# Oreophryne minuta
Oreophryne minuta és una espècie de granota que viu a Indonèsia.